# Botorani
Botorani – wieś w Rumunii, w okręgu Vâlcea, w gminie Măciuca. W 2011 roku liczyła 498 mieszkańców.